# كارلوس سيغرس
كارلوس سيغرس (بالإسبانية: Carlos Segers)‏ هو عالم فلك أرجنتيني، ولد في 1900 في تشيلي، وتوفي في 1967 في الأرجنتين.